# St. Leo (Florida)
St. Leo ist eine Stadt im Pasco County im US-Bundesstaat Florida. Das U.S. Census Bureau hat bei der Volkszählung 2020 eine Einwohnerzahl von 2.362 ermittelt.

## Geographie
St. Leo liegt rund fünf Kilometer westlich von Dade City sowie etwa 40 Kilometer nördlich von Tampa.

## Demographische Daten
Laut der Volkszählung 2010 verteilten sich die damaligen 1340 Einwohner auf 119 Haushalte. Die Bevölkerungsdichte lag bei 319,0 Einw./km². 77,0 % der Bevölkerung bezeichneten sich als Weiße, 14,6 % als Afroamerikaner, 0,2 % als Indianer und 1,8 % als Asian Americans. 3,1 % gaben die Angehörigkeit zu einer anderen Ethnie und 3,3 % zu mehreren Ethnien an. 12,2 % der Bevölkerung bestand aus Hispanics oder Latinos.
Im Jahr 2010 lebten in 22,0 % aller Haushalte Kinder unter 18 Jahren sowie 36,6 % aller Haushalte Personen mit mindestens 65 Jahren. 74,8 % der Haushalte waren Familienhaushalte (bestehend aus verheirateten Paaren mit oder ohne Nachkommen bzw. einem Elternteil mit Nachkomme). Die durchschnittliche Größe eines Haushalts lag bei 2,32 Personen und die durchschnittliche Familiengröße bei 2,62 Personen.
37,4 % der Bevölkerung waren jünger als 20 Jahre, 45,3 % waren 20 bis 39 Jahre alt, 6,9 % waren 40 bis 59 Jahre alt und 10,3 % waren mindestens 60 Jahre alt. Das mittlere Alter betrug 21 Jahre. 48,4 % der Bevölkerung waren männlich und 51,6 % weiblich.
Das durchschnittliche Jahreseinkommen lag bei 123.250 $, dabei lebten 12,9 % der Bevölkerung unter der Armutsgrenze.

## Sehenswürdigkeiten
Am 7. Januar 1998 wurde der St. Leo Abbey Historic District in das National Register of Historic Places eingetragen. Das Kloster wurde 1889 von den Benediktinern gegründet. Eng mit dem Kloster verbunden ist die im selben Jahr eröffnete Privatuniversität von St. Leo.

## Verkehr
St. Leo wird von der Florida State Road 52 durchquert.
Der nächste Flughafen ist der rund 60 Kilometer südlich gelegene Tampa International Airport.